# Phật giáo Tân thừa

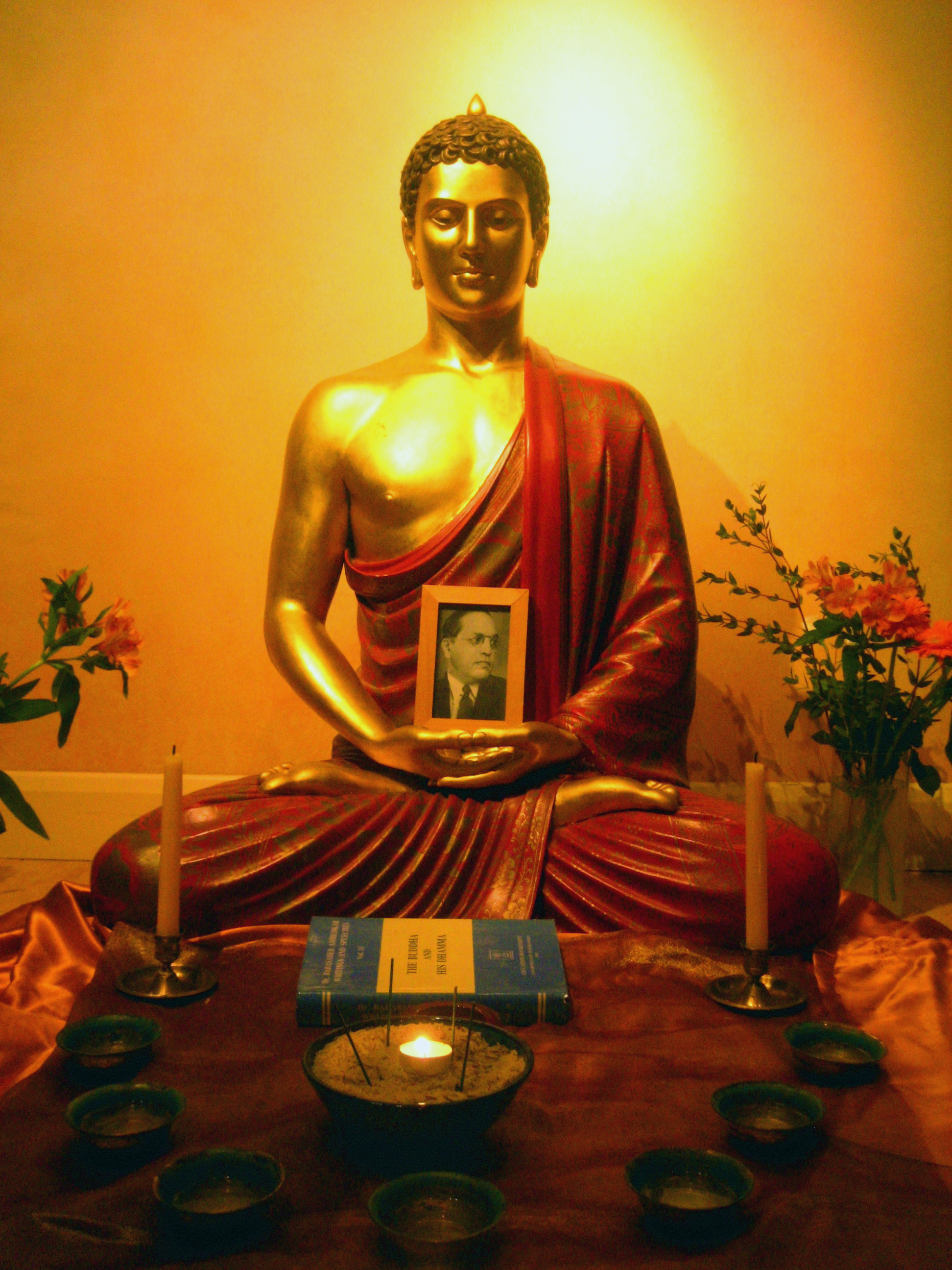
Một ngôi đền Phật giáo Navayana với chân dung của Ambedkar và cuốn sách Đức Phật và Giáo pháp của Ngài. Bức ảnh nhân sự kiện của Ngày Dhammachakra Pravartan lần thứ 50

Phật giáo Tân Thừa hay Navayana (Devanagari: नवयान, IAST: Navayāna) có nghĩa là "phương tiện mới" và đề cập đến sự giải thích lại Phật giáo của Bhimrao R. Ambedkar;  nó còn được gọi là Tân Phật giáo,  và Bhimayāna (theo tên đầu tiên của Ambedkar).  Ambedkar sinh ra trong một gia đình Dalit (không thể chạm tới) trong thời kỳ thuộc địa của Ấn Độ, du học ở nước ngoài, trở thành nhà lãnh đạo Mahar Dalit, và tuyên bố vào năm 1935 ý định chuyển đổi từ Ấn Độ giáo sang Phật giáo. Sau đó, Ambedkar nghiên cứu các văn bản của Phật giáo, tìm thấy một số niềm tin và học thuyết cốt lõi của nó như Tứ diệu đế và "vô ngã" là thiếu sót và bi quan, sau đó giải thích lại những điều này thành cái mà ông gọi là Phật giáo "phương tiện mới", hay Navayana.  Ambedkar tổ chức một cuộc họp báo vào ngày 13 tháng 10 năm 1956, tuyên bố bác bỏ Phật giáo Nguyên thủy và Đại thừa, cũng như Ấn Độ giáo.  Sau đó, ông rời Ấn Độ giáo và nhận nuôi Navayana, khoảng sáu tuần trước khi qua đời.  Các tín đồ của nó coi Phật giáo Navayana không phải là một giáo phái với những tư tưởng hoàn toàn khác biệt, mà là một phong trào mới được thành lập dựa trên các nguyên tắc của Phật giáo.
Trong phong trào Phật giáo Dalit của Ấn Độ, Navayana được coi là một nhánh mới của Phật giáo, khác với các nhánh truyền thống được công nhận là Nguyên thủy, Đại thừa và Kim cương thừa  - được coi là nền tảng trong các truyền thống Phật giáo.  Nó giải thích lại một cách triệt để Phật giáo là gì,  sửa lại lời dạy ban đầu của Đức Phật là về đấu tranh giai cấp và bình đẳng xã hội. Ambedkar gọi phiên bản Phật giáo của mình là Navayana hay "Tân Phật giáo".  Cuốn sách của ông, Đức Phật và Giáo pháp của Ngài là cuốn sách thánh của những người theo Navayana. Những người theo Phật giáo Navayana thường được gọi là "Phật tử" (Baud'dha) cũng như Phật tử Ambedkarite, Tân Phật tử, và hiếm khi là Phật tử Navayana. Trong khi thuật ngữ Navayana được sử dụng phổ biến nhất để chỉ phong trào Ambedkar được thành lập ở Ấn Độ, nó cũng (hiếm hơn) được sử dụng theo một nghĩa khác, để chỉ các hình thức Phật giáo được phương Tây hóa.